# Cuerden
Cuerden est un village et une paroisse civile de l'arrondissement de Chorley, dans le Lancashire, en Angleterre. Il est situé entre Bamber Bridge et Leyland et comptait 77 habitants en 2001. Au recensement de 2011, la population était incluse dans la paroisse civile de Clayton-le-Woods.

## Histoire
Le nom dérive spéculativement du gallois "cerdin", le pluriel de cerdinen, "rowan", bien que le Cuerdale voisin dérive d'un nom personnel anglo-saxon. Cela pourrait aussi être une dérivation de « cœur de lion » ou Lionheart. Le manoir fut donné à Vivian Molyneux par Roger de Poitou et dévolu aux Banastres, Charnocks, Langtons et Fleetwoods.
Le manoir, Cuerden Hall, est une maison de campagne commencée en 1717 sur l'emplacement d'une maison du XVIIe siècle, et agrandie entre 1816 et 1819 par Lewis Wyatt. Pendant la révolution industrielle, deux filatures de coton ont été construites au bord de la rivière par William Clayton et William Eccles, et employaient plus de sept cents personnes en 1848.
L'église Saint-Sauveur a été construite en 1836-1837, sur un projet de l'architecte Edmund Sharpe.

## Gouvernance
Cuerden était une commune de l'ancienne paroisse ecclésiastique de Leyland et de la centaine de Leyland. Il est devenu une partie de la Chorley Poor Law Union, formée en 1837, qui a pris la responsabilité de l'administration et du financement de la Poor Law et a construit une "workhouse" dans cette région.

## Géographie
Cuerden couvrait 800 acres à environ 4½ miles au sud-est de Preston sur la rivière Lostock sur la route entre Preston et Wigan,. Cuerden Valley Park, au sud de la jonction M6 et M65, couvre 650 acres, dont la moitié est utilisée pour l'agriculture. Le parc a un lac et était autrefois le domaine de Cuerden Hall.